# Katarzyna (Jefimowska)
Katarzyna, imię świeckie Jewgienija Borisowna Jefimowska (ur. 28 sierpnia 1850 w Smoleńsku, zm. 15 października 1925 w monasterze Novo Hopovo na Fruškiej gorze) – rosyjska mniszka prawosławna, autorka koncepcji żeńskiego monasteru czynnego (ros. деятельный монастырь) w Rosyjskim Kościele Prawosławnym, twórczyni monasteru Narodzenia Matki Bożej w Leśnej.
Pochodziła z głęboko religijnej rodziny arystokratycznej. Uzyskała wykształcenie uniwersyteckie w zakresie języka i literatury rosyjskiej, pracowała jako nauczycielka w modelowej prawosławnej szkole Siergieja Raczinskiego. Pod wpływem idei słowianofilskich i własnych obserwacji życia na rosyjskiej wsi postanowiła zostać prawosławną mniszką, łącząc ascetyczne życie ze służbą ubogim poprzez działalność społeczną. Ta koncepcja zyskała poparcie arcybiskupa chełmsko-warszawskiego Leoncjusza, który zaproponował jej utworzenie czynnego monasteru w Leśnej Podlaskiej. W zamyśle Leoncjusza prowadzące działalność społeczną mniszki mogłyby przekonać miejscową ludność katolicką oraz byłych unitów do prawosławia i w konsekwencji sprzyjać postępom rusyfikacji w regionie.
Jewgienija Jefimowska złożyła wieczyste śluby mnisze w 1889, przyjmując imię zakonne Katarzyna, w tym samym roku otrzymała godność ihumeni. Kierowany przez nią monaster Narodzenia Matki Bożej w Leśnej stał się w ciągu kolejnych dwudziestu lat jednym z największych klasztorów żeńskich w Rosji, znaczącym centrum pielgrzymkowym, lokalnym ośrodkiem gospodarczym i oświatowym. Mniszki prowadziły seminarium nauczycielskie, szkoły rolnicze, szkołę gramoty, jak również szpital i ambulatorium. Ihumenia Katarzyna pozostawała przełożoną do 1908, następnie ze względów zdrowotnych formalnie przekazała kierowanie wspólnotą mniszce Ninie, faktycznie jednak współzarządzała wspólnotą do końca życia. W 1915 została ewakuowana razem z całym monasterem z Leśnej do Piotrogrodu, następnie emigrowała razem z grupą mniszek do Besarabii, a stamtąd do Królestwa SHS, na zaproszenie króla Aleksandra I sprzyjającego białej emigracji rosyjskiej. Przyczyniła się do odnowienia i restytucji monasteru Novo Hopovo na Fruškiej gorze, jak również do odnowy monastycyzmu żeńskiego w Serbskim Kościele Prawosławnym, gdzie starała się upowszechniać model czynnego życia zakonnego. Novo Hopovo było również jednym z ważniejszych ośrodków religijnych emigracji rosyjskiej.
Nieformalny kult Katarzyny jako świętej funkcjonuje w Rosyjskim Kościele Prawosławnym poza granicami Rosji; w 2010 kanonizował ją niekanoniczny Rosyjski Kościół Prawdziwie Prawosławny.
Autorka studiów teologicznych, z których najważniejsze poświęcone jest posłudze diakonis we wczesnym chrześcijaństwie. Bezskutecznie zabiegała o przywrócenie takiej posługi w Rosyjskim Kościele Prawosławnym. Na początku XX w. brała udział w zainicjowanej przez metropolitę petersburskiego Antoniego dyskusji o roli i stanie monastycyzmu rosyjskiego.

## Życiorys

### Młodość
Była córką hrabiego Borisa Andriejewicza Jefimowskiego, marszałka szlachty w ujeździe gżackim guberni smoleńskiej, i jego żony, pochodzącej z rodu książąt Chiłkowów. Miała brata i młodszą siostrę. Wychowywała się w rodzinnym domu w Moskwie oraz w majątku Klemientjewo pod Smoleńskiem. Ojciec przyszłej mniszki był człowiekiem głęboko religijnym, żywo interesował się prawosławną liturgiką i sytuacją Rosyjskiego Kościoła Prawosławnego. Z okazji wielkich świąt prawosławnych zapraszał do swojego domu w Moskwie wielu duchownych.
Jewgienija Jefimowska odebrała wykształcenie domowe. Początkowo kształciła się pod kierunkiem prywatnej angielskiej nauczycielki, następnie ojciec zaczął zapraszać do domu profesorów Uniwersytetu Moskiewskiego. W 1869 Jefimowska zdała egzaminy uniwersyteckie pozwalające jej na uzyskanie dyplomu w zakresie języka i literatury rosyjskiej. Interesowała się literaturą, filozofią i teologią.
Kilka lat później Boris Jefimowski ciężko zachorował. Jego małżonka, dotąd przebywająca z dziećmi w Moskwie, wyjechała do niego do guberni smoleńskiej. Jewgienija Jefimowska podjęła wówczas pracę nauczycielki języka francuskiego w Instytucie Nikołajewskim. W 1874 ojciec przyszłej ihumeni zmarł. Młoda kobieta otworzyła wówczas własną pensję, jednak już po trzech latach musiała ją zlikwidować, gdyż ciężki wypadek (oparzenie nogi) zmusił ją do zaprzestania pracy. Leczenie Jefimowska odbywała na wsi. Była wstrząśnięta warunkami życia rosyjskich chłopów i tym, jak wiele dzieliło ich od znanych jej środowisk inteligenckich.
Po wyzdrowieniu Jewgienija Jefimowska wyjechała do Francji, gdzie spotkała się z Iwanem Turgieniewem, a następnie do Anglii. Do Rosji wróciła już w latach 80. XIX wieku. Podjęła początkowo pracę w Instytucie Jekatierińskim w Petersburgu. Następnie została kierowniczką przytułku założonego przez Annę Aksakową. Sympatyzowała z ideami słowianofilskimi i obracała się w kręgach ich zwolenników. Korespondowała m.in. z Władimirem Sołowjowem.

### Nauczycielka
Problem wychowywania dzieci w wierze prawosławnej już wcześniej był przedmiotem jej refleksji i zainteresowań, toteż przyjęła pracę nauczycielki w szkole parafialnej założonej przez Siergieja Raczinskiego w Tatiewie (gubernia smoleńska). W zamyśle Raczinskiego, pedagoga i działacza społecznego, miała być to modelowa placówka kształcąca na poziomie podstawowym w duchu prawosławnym. Pracując w szkole, Jewgienija Jefimowska postanowiła zostać prawosławną mniszką i założyć klasztor żeński funkcjonujący odmiennie, niż istniejące już monastery Rosyjskiego Kościoła Prawosławnego. Wspólnota monastyczna, zachowując surowe życie ascetyczne, miałaby równocześnie prowadzić szeroko zakrojoną pracę społeczną, organizując szpital, szkołę i przytułek. Wizję Jewgieniji Jefimowskiej i jej postanowienie, by poświęcić życie służbie ubogim, historyk Cerkwi Pawieł Zyrjanow porównał do „pójścia w lud” zamożnych i dobrze urodzonych działaczy Narodnej Woli w poprzednich dekadach.
Początkowo kobieta ubiegała się o możliwość realizacji tych planów w Monasterze Wielko-Budziskim w eparchii połtawskiej, gdzie zatrudniła się jako nauczycielka szkoły parafialnej, jednak jej koncepcja została oceniona negatywnie. Koncepcją Jewgieniji Jefimowskiej zainteresował się natomiast arcybiskup chełmsko-warszawski Leoncjusz. Zaprosił on nauczycielkę do utworzenia żeńskiego monasteru w Leśnej, w budynkach zamkniętego po powstaniu styczniowym klasztoru paulinów. W zamyśle Leoncjusza żeński klasztor prowadzący działalność społeczną miał przekonać do prawosławia miejscową ludność, katolików lub byłych unitów niechętnych narzuconej im w 1875 zmianie wyznania, a w konsekwencji sprzyjać rusyfikacji regionu.
Przed wyjazdem do Leśnej kobieta spotkała się ze starcem Ambrożym z Pustelni Optyńskiej, który pobłogosławił jej plany. Mnich Ambroży opracował również zestaw modlitw, które każda mniszka nowo tworzonej wspólnoty powinna codziennie odczytywać w celi. Wsparcie powstającemu monasterowi okazał również Jan Kronsztadzki, modląc się w intencji sióstr i przekazując im fundusze z otrzymywanych darów pieniężnych. Duchowny przekonał również jedną ze swoich duchowych córek, Piełagiję Porszniewą z Petersburga, do podarowania monasterowi ziemi w stolicy Rosji, by mogła tam powstać placówka filialna klasztoru. Równocześnie przedstawiona przez Jefimowską wizja „czynnego monasteru” (ros. деятельный монастырь), odmienna od tradycyjnych wzorców życia zakonnego kobiet w Rosji, nadal spotykała się z negatywną opinią wielu rosyjskich biskupów. Ich zdaniem kobiety mogły prowadzić działalność dobroczynną i oświatową, niecelowe było natomiast zakładanie do tego celu monasteru i składanie ślubów mniszych.

### Życie monastyczne

#### Przełożona monasteru w Leśnej
Jewgienija Jefimowska przybyła do Leśnej 19 października 1885 razem z pięcioma kobietami zdecydowanymi wstąpić do kierowanego przez nią monasteru oraz z dwiema osieroconymi dziewczynkami, pierwszymi mieszkankami monasterskiego przytułku. Dzień później uroczystym nabożeństwem rozpoczęła się działalność wspólnoty żeńskiej, początkowo bez statusu klasztoru. Został on nadany przez Świątobliwy Synod Rządzący 26 sierpnia 1889. W tym samym roku Jewgienija Jefimowska złożyła wieczyste śluby mnisze, przyjmując imię zakonne Katarzyna, a następnie została podniesiona do godności ihumeni. Monaster w Leśnej od początku był klasztorem I klasy. W momencie nadania wspólnocie statusu monasteru przebywało w niej 37 kobiet. W 1892 ihumenia Katarzyna została odznaczona napierśnym krzyżem synodalnym.

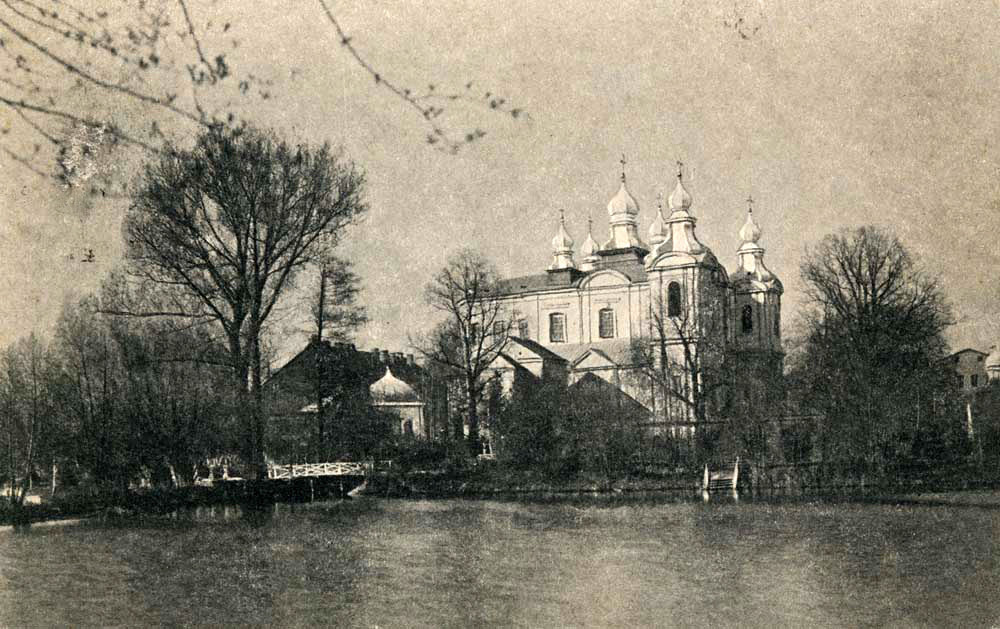
Monaster w Leśnej w 1909

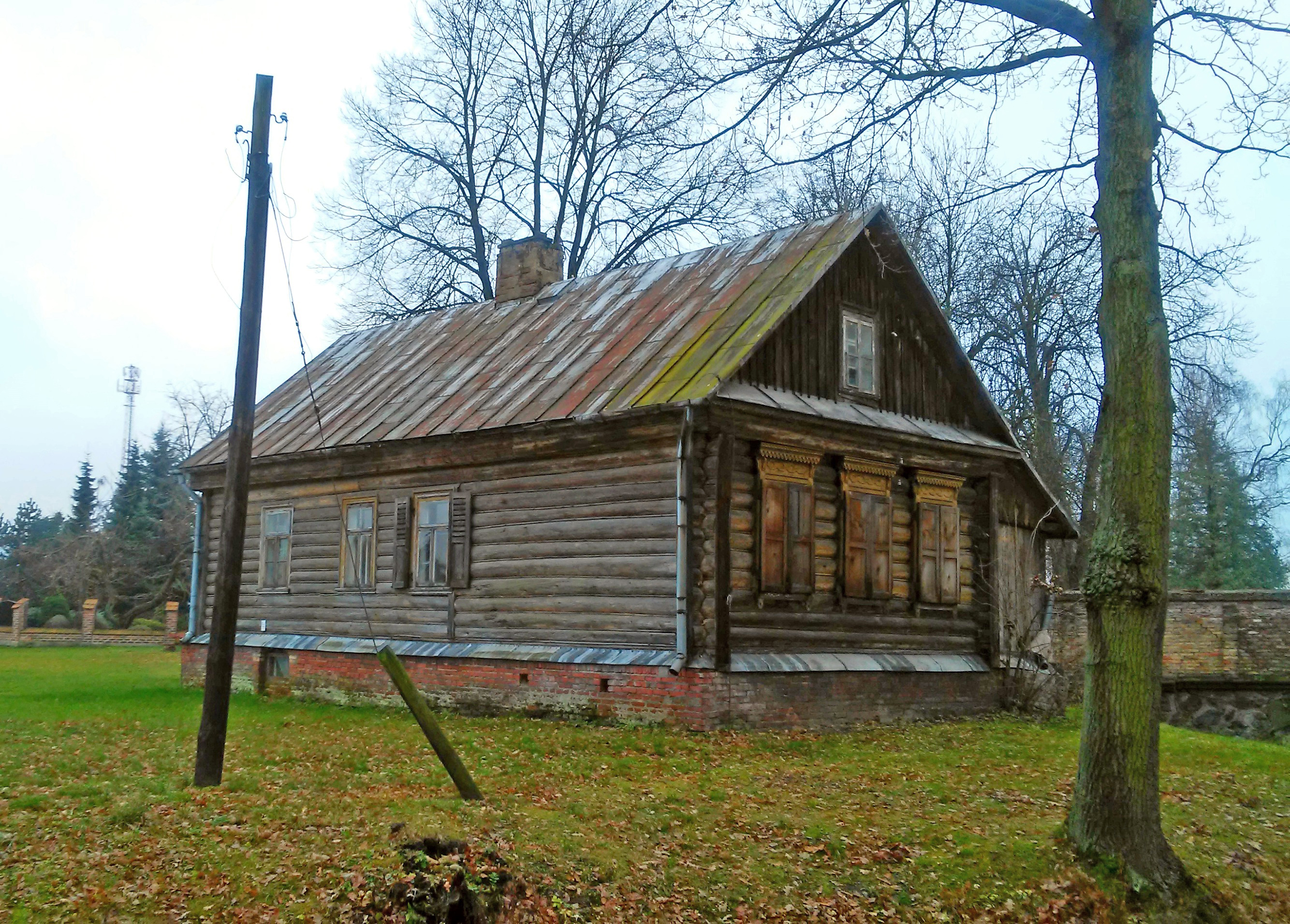
Drewniany dom w kompleksie monasteru w Leśnej, w którym mieszkała ihumenia Katarzyna

Ihumenia Katarzyna w pierwszych latach jego istnienia osobiście pracowała fizycznie przy urządzaniu monasteru i jego cerkwi (w dawnym kościele paulińskim). Śpiewała również w klasztornym chórze i spełniała zadania kanonarchy. Przy monasterze otworzyła szkołę dla 300 dziewcząt, oferując im naukę różnych prac ręcznych i prawosławnej katechezy oraz męską szkołę rolniczą i żeńskie seminarium nauczycielskie, którego głównym zadaniem było kształcenie przyszłych nauczycielek, mających podjąć pracę w wiejskich parafialnych szkołach dwuklasowych. W 1904 ihumenia Katarzyna otworzyła również szkołę gospodarstwa wiejskiego dla dziewcząt. Łącznie w monasterskich szkołach na pocz. XX wieku uczyło się nawet tysiąc osób, przy czym pierwszeństwo w przyjęciu do szkół miały dzieci z rodzin chłopskich lub mieszczańskich. Wyznanie prawosławne nie było warunkiem koniecznym. W szkołach uczyło się wielu katolików. Mniszki nie zmuszały ich do zmiany wyznania, jednak każda konwersja była odnotowywana w sprawozdaniach z działalności klasztoru.
Również z inicjatywy ihumeni w Leśnej otwarty został szpital i ambulatorium z możliwością bezpłatnego otrzymywania leków, a także ogród botaniczny ukierunkowany na uprawę ziół o dobroczynnych właściwościach. Następnie ihumenia Katarzyna zorganizowała przy monasterze młyn parowy, zakład produkujący świece cerkiewne i doprowadziła do otwarcia w miejscowości stacji kolejowej, dzięki której do klasztoru mogli łatwiej docierać pielgrzymi.
Ihumenia Katarzyna była aktywną uczestniczką dyskusji o życiu monastycznym w Rosji, jego stanie, relacjach ze społeczeństwem (zwłaszcza z warstwą inteligencką) i zadaniach, jaką prowadzono w Rosyjskim Kościele Prawosławnym po rewolucji 1905, zainicjowaną przez metropolitę petersburskiego Antoniego. Stale korespondowała na tematy teologiczne z biskupami Michałem (Gribanowskim), Ambrożym (Kluczariowem), Antonim (Wadkowskim) i Antonim (Chrapowickim). W 1899 podejmowała w monasterze w Leśnej Jana Kronsztadzkiego. Wysoko cenił pracę ihumeni biskup lubelski, a następnie chełmski Eulogiusz.
Pod kierunkiem ihumeni klasztor w Leśnej stał się jednym z najważniejszych w Rosji ośrodków żeńskiego życia monastycznego. W 1909 przebywało w nim ponad 700 mniszek i posłusznic, a w najważniejsze święta monasterskie przybywało do niego nawet 25 tys. pielgrzymów. W monasterze regularnie odprawiali nabożeństwa biskupi. W 1914 w klasztorze żyło 20 mniszek i 300 posłusznic riasofornych. Ihumenia Katarzyna stawiała bowiem wysokie wymagania duchowe kandydatkom do postrzyżyn mniszych, przez co w licznych wypadkach okres między wstąpieniem do monasteru a dopuszczeniem do ślubów wieczystych wydłużał się do wielu lat.
Oprócz placówki filialnej w Petersburgu monaster posiadał również analogiczne placówki w Chełmie, Warszawie i Jałcie.
Działalność ihumeni Katarzyny była wysoko ceniona przez cara Mikołaja II, który w 1900 nagrodził ją krzyżem z ozdobami. Protektorką monasteru w Leśnej była również jego małżonka Aleksandra Fiodorowna. Przy jej poparciu mniszki z Leśnej, które formację duchową odebrały u ihumeni Katarzyny – Atanazja (Gromieko), Anna (Potto) i Helena (Konowałowa) – założyły kolejne monastery o podobnej regule: monaster Chrystusa Zbawiciela w Wirowie, monaster św. Antoniego w Radecznicy, monaster Narodzenia Matki Bożej w Krasnymstoku oraz monaster Przemienienia Pańskiego w Teolinie. Para carska dwukrotnie pielgrzymowała do Leśnej, a drugi jej przyjazd, w 1900, ihumenia upamiętniła budową kaplicy w Białej Podlaskiej. Autorytet duchowy Katarzyny oraz jej arystokratyczne pochodzenie uczyniły ją osobą wpływową na dworze ostatniego cara Rosji. W 1898 Katarzyna wykorzystała swoją pozycję, by doprowadzić do usunięcia z eparchii chełmsko-warszawskiej jej biskupa pomocniczego, Tichona. Duchowny dokonał wcześniej wizytacji kanonicznej w monasterze w Leśnej i wydał negatywną opinię o działalności ihumeni, zarzucając jej niegospodarność (monaster był stale zadłużony). W rezultacie biskup Tichon został skierowany do pracy w Ameryce Północnej (eparchia Aleutów i Alaski), natomiast arcybiskupa chełmsko-warszawskiego Flawiana, jego protektora, przeniesiono na urząd egzarchy Gruzji. Ihumenia wielokrotnie podróżowała do Petersburga, by ubiegać się o dodatkowe środki finansowe dla monasteru, i zwykle uzyskiwała wsparcie państwa lub prywatnych darczyńców.
Wiosną 1905 ihumenia Katarzyna razem z biskupem lubelskim Eulogiuszem podróżowała do Petersburga, by zdać oberprokuratorowi Świętego Synodu Konstantinowi Pobiedonoscewowi, ministrowi spraw wewnętrznych Aleksandrowi Bułyginowi oraz carowi relację z niekorzystnych dla prawosławia skutków ukazu tolerancyjnego (korzystając z jego zapisów, ok. 180 tys. byłych unitów chełmskich przeszło na katolicyzm obrządku łacińskiego) i prosić o pomoc dla struktur cerkiewnych na ziemi chełmskiej. Jej wpływy na dworze pozwoliły delegacji na uzyskanie kilkukrotnego posłuchania u Mikołaja II, który pod wrażeniem argumentów Eulogiusza uznał utworzenie samodzielnej eparchii chełmskiej za nieodzowne.

#### „Druga ihumenia”. Emigracja
W 1907 ihumenia Katarzyna poddała się amputacji nogi, na której odnowiły się rany po dawnym oparzeniu. W związku z tym zamierzała odejść w stan spoczynku i pozostać w Leśnej jako schimniszka. Kierowanie monasterem powierzyła swojej bliskiej współpracownicy, ekonomce monasteru mniszce Ninie. Ostatecznie jednak do końca życia kierowała klasztorem wspólnie z nią, nazywana „drugą ihumenią”. Do 1915 monaster w Leśnej był znaczącym lokalnym ośrodkiem gospodarczym i oświatowym.
31 lipca 1915 razem z całą wspólnotą monasteru została ewakuowana z Leśnej (bieżeństwo). Zabudowania klasztorne przejęło wojsko rosyjskie. Część mniszek, razem z wychowankami klasztornego sierocińca, udała się do monasteru św. Serafina w Ponietajewce w guberni niżnonowogrodzkiej. Ihumenia Katarzyna, ihumenia Nina i ok. 140 sióstr i posłusznic, postanowiły zamieszkać w Piotrogrodzie w placówce filialnej swojego monasteru, w Monasterze Nowodziewiczym oraz w monasterze św. Jana Rylskiego. W połowie sierpnia 1917 arcybiskup kiszyniowski, wcześniej ordynariusz eparchii chełmskiej, Anastazy, zaprosił mniszki z Leśnej do swojej eparchii. Ihumenie Katarzyna i Nina oraz 70 kobiet przybyły do monasteru Japca nad Dniestrem. Po przyłączeniu Besarabii do Rumunii, a w konsekwencji po włączeniu eparchii kiszyniowskiej do Rumuńskiego Kościoła Prawosławnego, mniszkom nakazano przyjęcie rumuńskiego obywatelstwa i wprowadzenie do nabożeństw w monasterze języka rumuńskiego. Nie zgadzając się na takie rozwiązanie i obawiając się, że Cerkiew Rumuńska przejdzie na nowy styl (kalendarz nowojuliański), ihumenia Katarzyna oraz ihumenia Nina postanowiły przyjąć zaproszenie króla Aleksandra i osiedlić się w Królestwie SHS. Część mniszek zdecydowała się jednak na pozostanie w monasterze Japca.

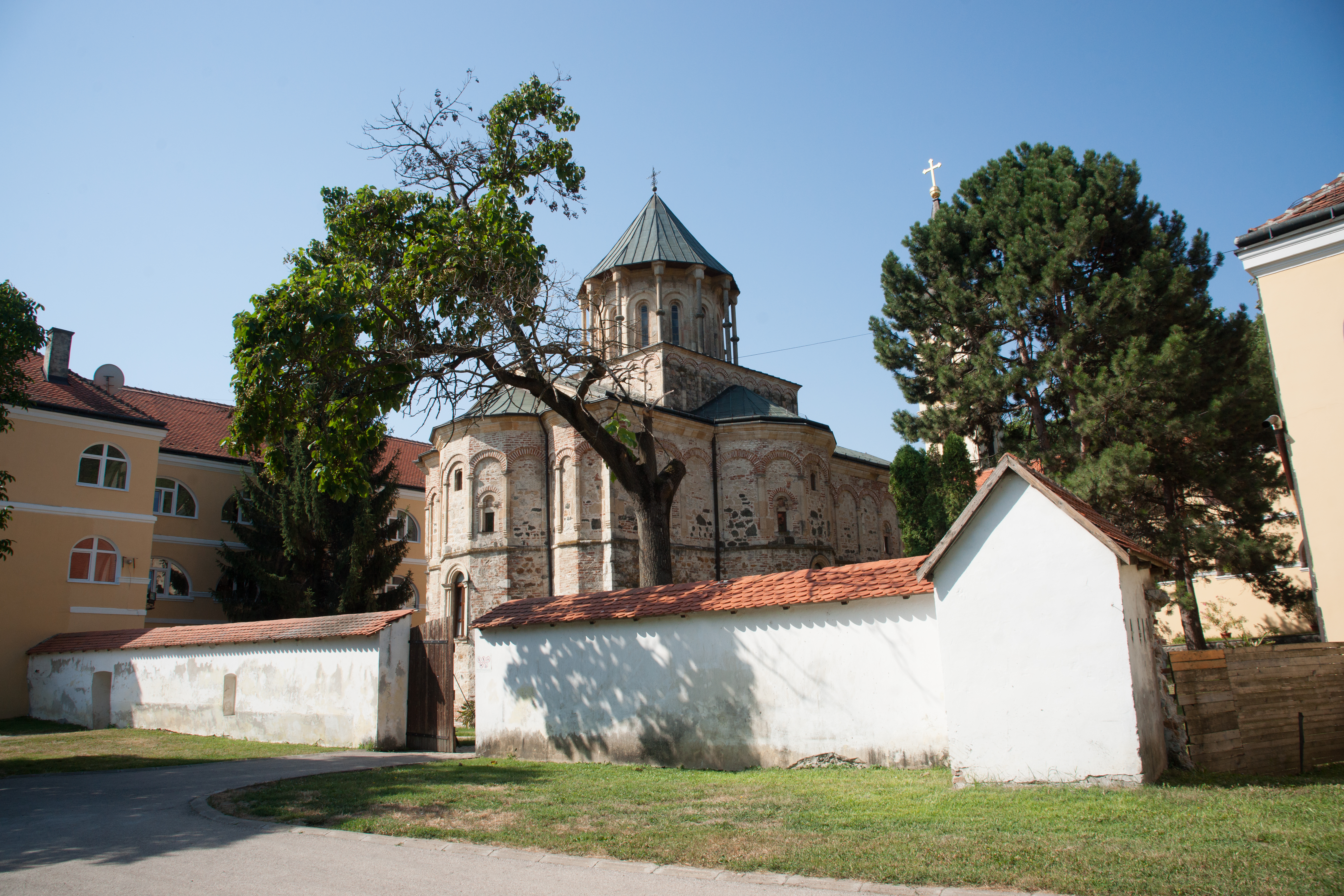
Monaster Novo Hopovo

W 1920 ihumenia Katarzyna razem z 62 mniszkami i posłusznicami przybyła na opłaconej przez króla Aleksandra barce po Dunaju do Belgradu. Biskup niski Dosyteusz udostępnił im do zamieszkania monaster Kuveždin na Fruškiej gorze. Już po kilku miesiącach mniszki przeniosły się do innego klasztoru w zespole Fruškiej gory – reaktywowały nieczynny męski monaster Novo Hopovo. Klasztor stał się jednym z ośrodków życia religijnego rosyjskiej białej emigracji w Jugosławii. Równocześnie do grona posłusznic przyjmowane były, obok Rosjanek, także Serbki. Działalność społeczna monasteru, z powodu ograniczonych środków finansowych, nie mogła być jednak prowadzona na dotychczasową skalę, o co starały się obydwie ihumenie. Najważniejszym dziełem dobroczynnym mniszek stał się przytułek, w którym żyły przede wszystkim porzucone lub osierocone dzieci rosyjskich emigrantów. Mniszki z Novego Hopova przyczyniły się również do renesansu monastycyzmu żeńskiego w Serbskim Kościele Prawosławnym, upowszechniając model „monasteru czynnego” i otwierając nowe wspólnoty. W takich okolicznościach powstała pierwsza od czasów średniowiecza serbska żeńska wspólnota żeńska, która zajęła budynek monasteru Kuveždin. Jej przełożoną została ihumenia Melania (Krivokućin), która odebrała formację duchową w Novym Hopovie.
W 1923 ihumenia Katarzyna podejmowała w monasterze króla Aleksandra I, we wrześniu 1925 zaś w klasztorze odbył się III zjazd Rosyjskiego Chrześcijańskiego Ruchu Studenckiego, któremu honorowo przewodniczył Pierwszy Hierarcha Rosyjskiego Kościoła Prawosławnego poza granicami Rosji metropolita Antoni. Ihumenia Katarzyna brała w zjeździe aktywny udział. Krótko po jego zakończeniu zmarła. Jej pogrzeb poprowadził 1 listopada tegoż roku biskup sremski Maksymilian w asyście grupy kapłanów serbskich i jedynego Rosjanina – ks. Aleksija Nielubowa. Została pochowana na cmentarzu monasterskim.
Jej pierwotny nagrobek uległ zniszczeniu w czasie II wojny światowej, kiedy spalono, a następnie porzucono cały monaster. Miejsce pochówku odnaleziono w latach 80. XX wieku z inicjatywy przełożonego monasteru Grgeteg, archimandryty Dosyteusza. W 1985 arcybiskup genewski i zachodnioeuropejski (w jurysdykcji Rosyjskiego Kościoła Prawosławnego poza granicami Rosji) Antoni ufundował marmurową płytę nagrobną na miejscu pochówku ihumeni Katarzyny.

## Twórczość pisarska i studia teologiczne
Jeszcze będąc osobą świecką, Jewgienija Jefimowska pisała wiersze i opowiadania, które następnie wysyłała do publikacji w czasopismach literackich. Z czasem zaczęła zajmować się przede wszystkim teologią; samodzielne studia w tym kierunku kontynuowała, będąc przełożoną monasteru w Leśnej. Opracowywała również własne artykuły teologiczne. Najbardziej znane stało się studium o posłudze diakonis w pierwszych wiekach chrześcijaństwa, które publikowała w piśmie „Christianin” w latach 1908 i 1909. Opublikowała również pracę Monastyr' i christianskij asketizm. Opowiadała się za wprowadzeniem do Rosyjskiego Kościoła Prawosławnego posługi diakonis na wzór wczesnochrześcijański, co w jej ocenie mogłoby zachęcić wykształcone kobiety do aktywnego działania na rzecz Cerkwi. Jej sugestie w tej kwestii były przedmiotem dyskusji na spotkaniu przed planowanym Soborem Lokalnym w 1906 (ostatecznie nigdy nie został on zwołany z powodu sprzeciwu cara Mikołaja II).

## Kult
Kult ihumeni Katarzyny pojawił się w latach 80. XX wieku w Rosyjskim Kościele Prawosławny poza granicami Rosji. Według świadectwa archimandryty Dosyteusza ciało Katarzyny, odnalezione w czasie lokalizowania miejsce pochówku, nie uległo rozkładowi, co według prawosławnej tradycji mogło świadczyć o jej świętości. Wtedy powstał pierwszy żywot ihumeni, troparion, kondakion i akafist ku jej czci. W 1993, po lekturze listów Katarzyny, Pierwszy Hierarcha Rosyjskiego Kościoła Prawosławnego poza granicami Rosji, metropolita Witalis, rozważał jej kanonizację. Ostatecznie ihumenię Katarzynę uznano za świętą mniszkę jedynie w niekanonicznym Rosyjskim Kościele Prawdziwie Prawosławnym, gdyż mniszki monasteru w Chavincourt-Provemont, kontynuującego tradycję wspólnot w Leśnej i Novym Hopovie, przeszły w jego jurysdykcję, sprzeciwiając się zjednoczeniu Cerkwi Zagranicznej i Patriarchatu Moskiewskego. Jej kanonizacja, nieuznawana przez kanoniczne Kościoły prawosławne, odbyła się w 2010.